# Luciola cruciata
Luciola cruciata, conosciuta come "genji-botaru" (ゲンジボタル?) in giapponese, è una specie di lucciola che si trova in Giappone. Il suo habitat è costituito da piccoli fossati e ruscelli, e le sue larve sono acquatiche.

## Tassonomia
Questa specie fu descritta da Victor Motschulsky nel 1854. La località tipo è il Giappone, ma è stato erroneamente indicato come Java. Il suo nome giapponese, "genji-botaru", può derivare da Genji monogatari, un romanzo giapponese dell'XI secolo, o dal clan Genji, che vinse la guerra Genpei del XII secolo. Un'altra specie di lucciola più piccola, Aquatica lateralis, ha il nome comune giapponese "heike-botaru", un possibile riferimento al clan Heike, i perdenti nella guerra Genpei.

## Descrizione

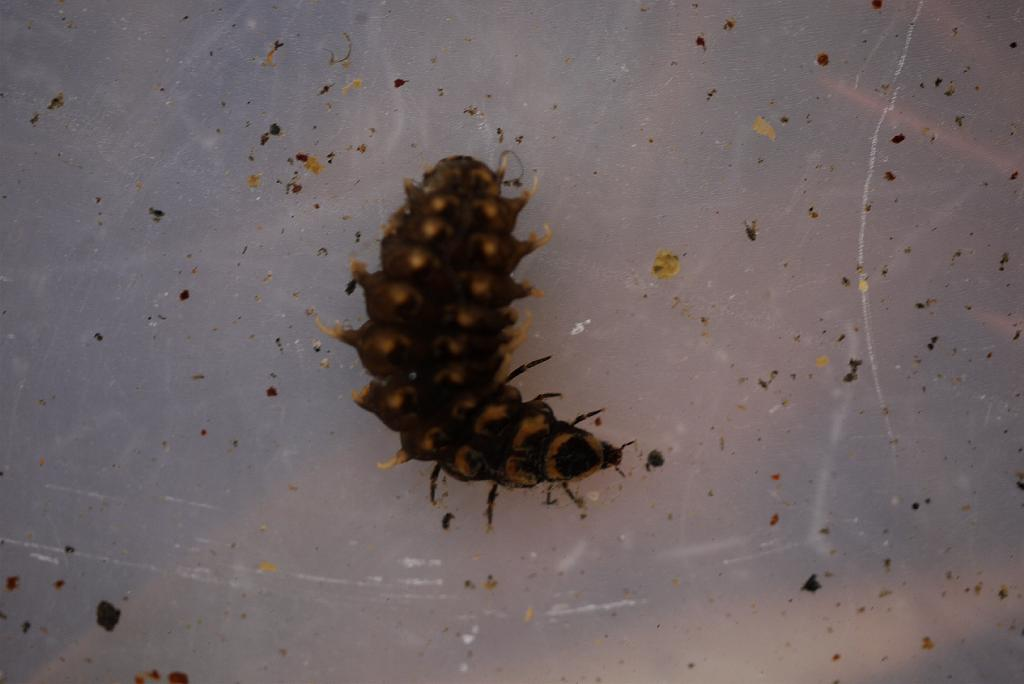
Larva

Il maschio è lungo 10,5-16,5 mm (0,41-0,65 pollici) e largo 3,0-5,0 mm (0,12-0,20 pollici). La femmina è più grande, lunga 15,0-18,6 mm (0,59-0,73 pollici) e larga 5,0-6,0 mm (0,20-0,24 pollici). Il pronoto è rosa rossastro, con una marcatura centrale. Le elitre nere sono allungate. Nel maschio, il ventre è marrone e giallo pallido, e nella femmina è marrone, giallo e rosa rossastro. L'organo luminoso del maschio occupa la sua sesta ventrite. Le antenne, lunghe circa 6 mm (0,24 pollici), sono tra gli occhi, che sono ben sviluppati. Il corpo della larva è morbido, con branchie. Ha organi difensivi che sono eversible (può essere capovolto).

## Distribuzione e habitat
Questa specie si trova in tutto il Giappone, ad eccezione di Hokkaidō e Okinawa. C'è un record non confermato dalla Corea. Il suo habitat sono piccoli fossati e ruscelli, con fango o ciottoli sul fondo. Gli adulti si trovano da maggio a luglio.

## Comportamento ed ecologia

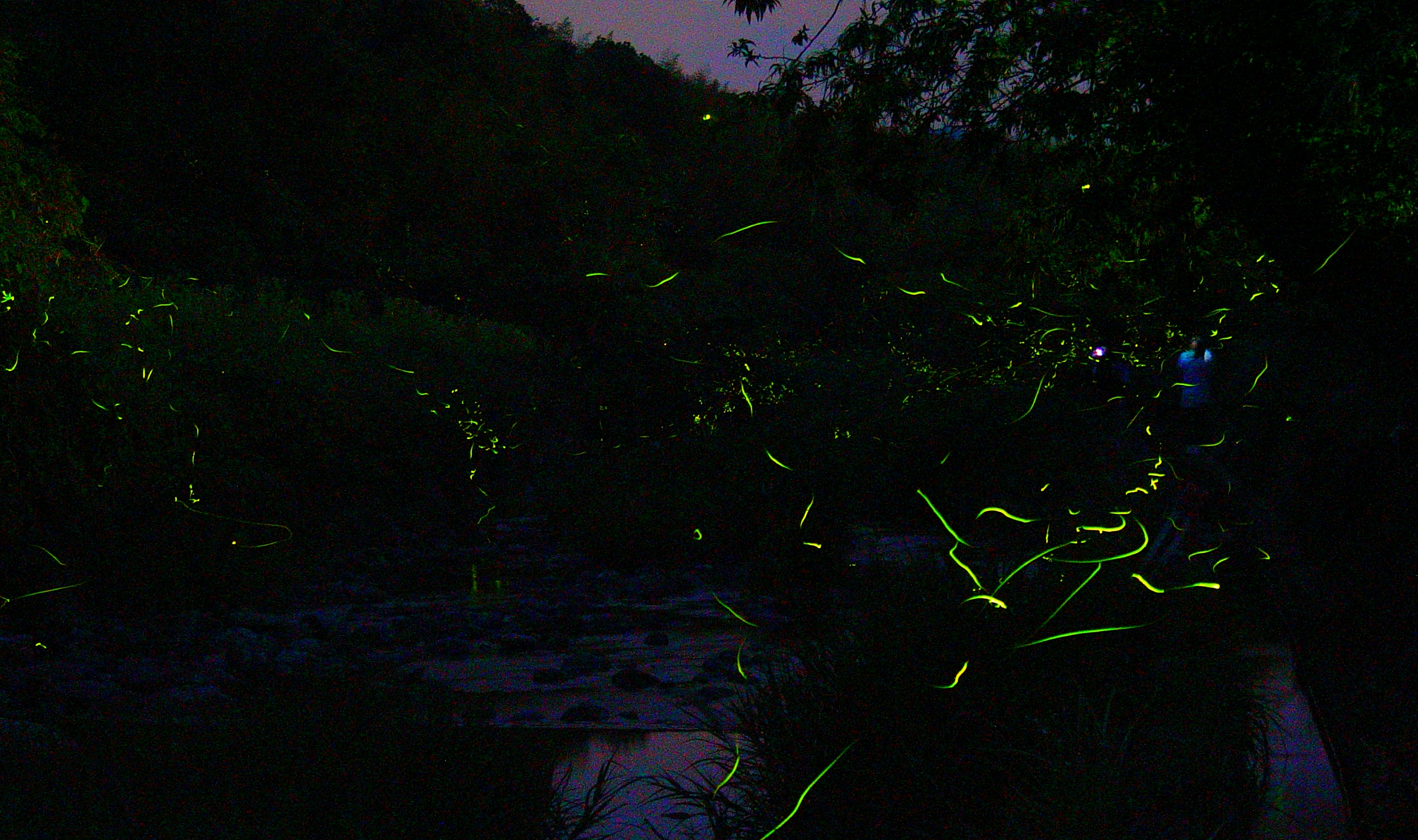
Luciola cruciata a Shimonoseki, nella prefettura di Yamaguchi.

Le larve di Luciola cruciata sono acquatiche: incapaci di nuotare, strisciano in fondo. Predano le lumache Semisulcospira libertina. Hanno da sei a sette stelle. Le lucciole emergono dalle pupe sotterranee intorno a giugno. La maturità è raggiunta in più di un anno. Gli adulti vivono per meno di tre settimane e non mangiano nulla. Il loro sistema di comunicazione flash è noto come "sistema complesso". I maschi volanti lampeggiano in modo sincrono, le femmine non volano mentre lampeggiano e i loro lampi non sono sincronizzati. Il modello di flash del maschio cambia quando si appollaia vicino a una femmina, che emette impulsi singoli. Il maschio poi si avvicina alla femmina, e copulano. Nel Giappone occidentale, ci sono due secondi tra i lampi del maschio, e nel nord del Giappone, ce ne sono quattro. Intervalli di tre secondi si verificano tra queste due popolazioni. La femmina depone 500-1000 uova. Nel Giappone occidentale, le femmine depongono le uova in gruppi, ma sono solitarie nel Giappone orientale.